# Procarpophilus macgillavryi
Procarpophilus macgillavryi is een keversoort uit de familie glanskevers (Nitidulidae). De wetenschappelijke naam van de soort is voor het eerst geldig gepubliceerd in 1953 door de Jong.